# Repère de changement de bobine
Pour les articles homonymes, voir Repère.

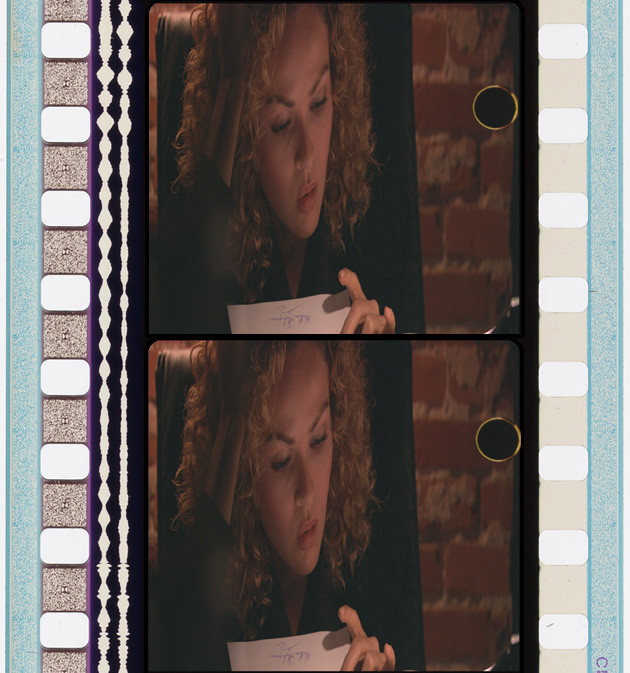
Cette image montre comment apparait un repère de changement de bobine sur un film 35mm.

Un repère de changement de bobine est un marquage fait sur une pellicule pour indiquer l'imminence de la fin de la bobine. Ce repérage se caractérise généralement par un cercle noir dans le coin haut droit de l'image.
Dans le cas d'un format de projection anamorphique (le Cinémascope par exemple), le repère rond sur la pellicule apparaît ovale sur l'écran.

## Utilité
Bien qu'une majorité des projecteurs soient aujourd'hui automatiques, ou semi-automatiques, le système dit « à double poste », où l'opérateur doit être présent afin de synchroniser 2 projecteurs successivement, entièrement manuellement, perdure. Pour l'exemple, en 2006, le Palais des Festivals et des Congrès, à Cannes, fonctionnait encore de cette façon.
Généralement, 8 repères sont faits en fin de pellicule :
- 4 repères sur 4 photogrammes successifs à huit secondes de la dernière image. Ces marques servent d'indication pour le projectionniste du lancement du moteur du projecteur sur lequel aura été positionné la bobine suivante, pour qu'il atteigne la vitesse du projecteur en cours.
- 4 autres repères sur 4 images à une seconde de la dernière image. Ces marques servent d'indication de l'ouverture des volets images et son sur le second projecteur et d'arrêt du moteur du premier projecteur.

## Technique de marquage
Historiquement, il était du devoir des opérateurs de réaliser les différents marquages sur la pellicule. Au cours de la vie d'un film, les bobines passent par plusieurs salles et de nombreux projectionnistes refaisaient leurs propres marques, ce qui finissait par rendre les repères de changement parfaitement « illisibles » et, au mieux, les copies grasses (au pire, rayées).
Il est possible d'utiliser le crayon gras ou encore de gratter ou de perforer (cette dernière possibilité étant irrémédiable, elle est déconseillée). Avec le progrès technologique, il existe depuis quelques années un système bien plus simple. C'est le marquage laser directement sur la copie (l'internégatif) qui servira de matrice aux copies d'exploitation, et ce dès son tirage. Sachant qu'une copie, au cours de sa « courte » vie, passera quasi-forcément par un petit exploitant, ce marquage « idéal » est donc toujours utile.

## Divers
- En raison de la marque ronde cerclée de pellicule fondue laissée par le marquage laser, ces repères sont appelés cigarette burns (« brûlure de cigarette » en anglais). Le 8e épisode de la série Les Maîtres de l'horreur réalisée par John Carpenter tire son titre de cette expression.
- Dans l'épisode Make me a perfect murder (1978) de la série télévisée Columbo, il est longuement fait mention des repères de changement de bobine. On voit un projectionniste montrer ces repères au lieutenant Columbo en lui expliquant leur rôle, puis celui-ci s'en servir plus tard pour confondre la coupable qui avait opéré durant une projection dont elle était censée surveiller le changement de bobine.
- Cette marque est également utilisée dans le déroulement du film de David Fincher Fight Club.
- Dans le film Mank (film), du même David Fincher, qui rend hommage au cinéma et plus particulièrement à Citizen Kane (souvent considéré comme le meilleur film de tous les temps)  le repère de changement de bobine est plusieurs fois visible dans le film. Paradoxe, puisque le film est directement diffusé sur Netflix.